# Augacephalus junodi
Augacephalus junodi är en spindelart som först beskrevs av Simon 1904.  Augacephalus junodi ingår i släktet Augacephalus och familjen fågelspindlar. Inga underarter finns listade.